# بيتر ليبتون
بيتر ليبتون (بالإنجليزية: Peter Lipton)‏ هو كاتب وفيلسوف ومؤلف أمريكي، ولد في 9 أكتوبر 1954 في نيويورك في الولايات المتحدة، وتوفي في 25 نوفمبر 2007 في كامبريدج في المملكة المتحدة بسبب نوبة قلبية.